# آدم بودنار
آدم بيوتر بودنار (بالبولندية: Adam Piotr Bodnar)‏ هو محامي بولندي، ولد في 6 يناير 1977 في Trzebiatów ‏ في بولندا.